# شاتورا
شهر شاتورا (به روسی: Шатура) در کشور روسیه و در اوبلاست مسکو واقع شده‌است.